# Presbistus moharii
Presbistus moharii är en insektsart som beskrevs av Bragg 200. Presbistus moharii ingår i släktet Presbistus och familjen Aschiphasmatidae. Inga underarter finns listade i Catalogue of Life.